# In der Metz bei Münzenberg
In der Metz bei Münzenberg este o arie protejată (arie specială de conservare — SAC, sit de importanță comunitară — SCI) din Germania întinsă pe o suprafață de 21,34 ha, integral pe uscat.

## Localizare
Centrul sitului In der Metz bei Münzenberg este situat la coordonatele 50°27′07″N 8°45′08″E / 50.4519°N 8.7522°E.

## Înființare
Situl In der Metz bei Münzenberg a fost declarat sit de importanță comunitară în iunie 2000 pentru a proteja 11 specii de animale. Situl a fost protejat și ca arie specială de conservare în martie 2008.

## Biodiversitate
Situată în ecoregiunea continentală, aria protejată conține 2 habitate naturale: Pajiști uscate seminaturale și facies de acoperire cu tufișuri pe substraturi calcaroase (Festuco-Brometalia) (* situri importante pentru orhidee), Fânețe de joasă altitudine (Alopecurus pratensis, Sanguisorba officinalis).
La baza desemnării sitului se află mai multe specii protejate de  păsări (11): erete cenușiu (Circus pygargus), porumbel de scorbură (Columba oenas), Corvus monedula, prepeliță (Coturnix coturnix), capîntortură (Jynx torquilla), sfrâncioc roșiatic (Lanius collurio), sfrâncioc mare (Lanius excubitor excubitor), gaia neagră (Milvus migrans), gaia roșie (Milvus milvus), ciocănitoare verzuie (Picus canus), nagâț (Vanellus vanellus).
Pe lângă speciile protejate, pe teritoriul sitului au mai fost identificate 10 specii de plante, 2 specii de păsări, 1 specie de amfibieni, 3 specii de nevertebrate, 1 specie de reptile.